# قائمة الأفلام الليسوثية في الترشيحات الأولية لجائزة الأوسكار لأفضل فلم دولي طويل
رشحت ليسوتو فيلما واحدا ضمن قائمة الترشيحات الأولية الخاصة بجائزة الأوسكار لأفضل فيلم بلغة أجنبية مُنذ سنة 1978. تمنح أكاديمية فنون وعلوم الصور المتحركة الأمريكية هذه الجائزة بشكل سنوي لأفضل فيلم طويل أُنتج خارج الولايات المتحدة ولغة الحوار الرئيسية فيه ليست الإنجليزية.